# Place du 8-Février-1962
La plaça del 8 de febrer de 1962 (francès: place du 8-Février-1962) és una plaça situada al 11è districte de París al quartier Charonne. És a la intersecció de la rue de Charonne i del boulevard Voltaire.
Commemora les nou víctimes «Màrtirs de Charonne» que, a l'entrada del metro d'aquesta plaça, van ser massacrats durant de la repressió salvatge de la manifestació del 8 de febrer de 1962 contra l' OAS i la guerra d'Algèria.

## Inauguració de la plaça
Ha estat inaugurada el 8 de febrer de 2007 per Bertrand Delanoë, batlle de París, després de dipositar un ram per guarnir amb flors la placa commemorativa dins l'estació per la Unió sindical  CGT de l'empresa de transports de París.

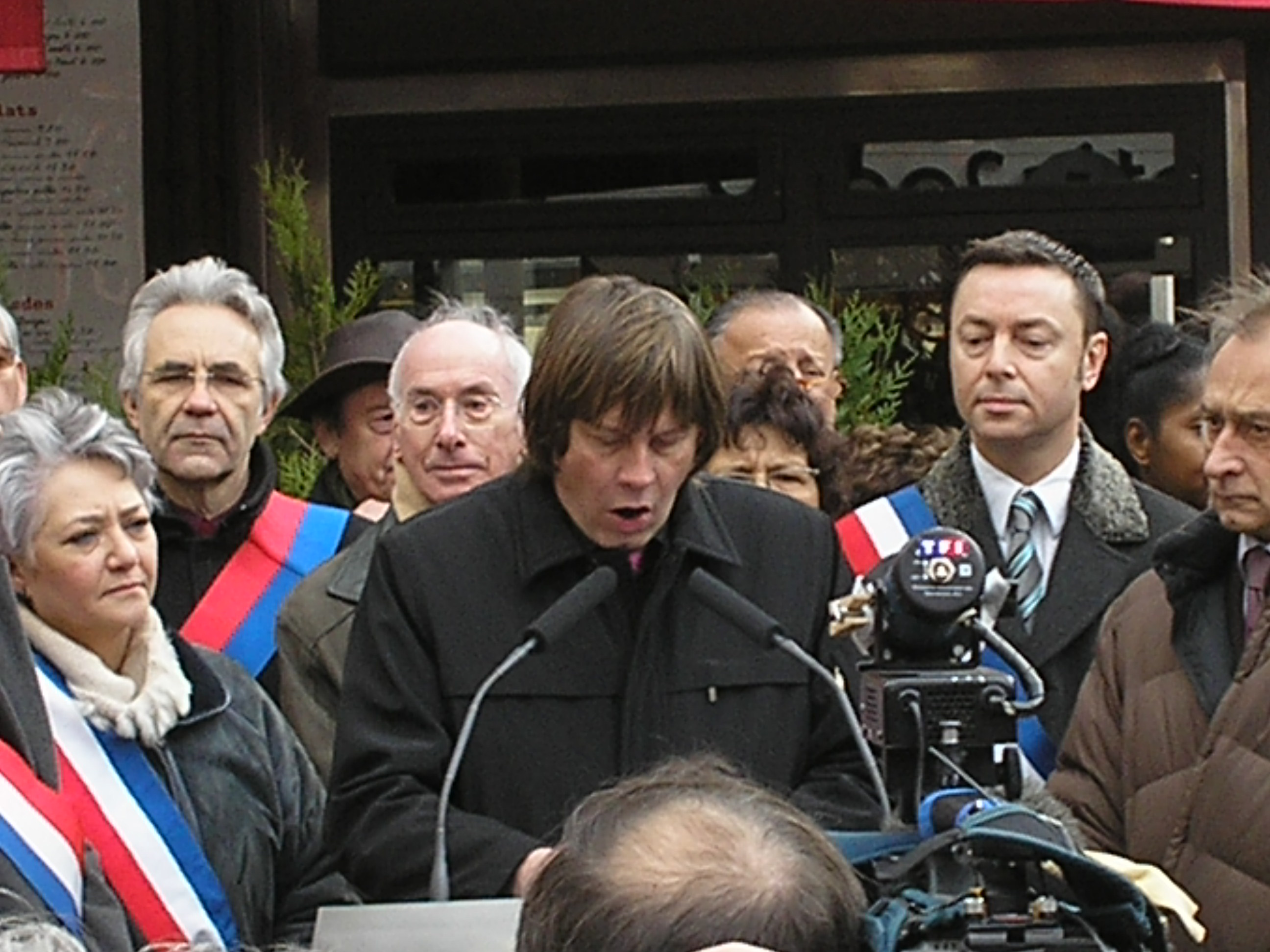
Discurs de Bernard Thibault, secretari general de la CGT
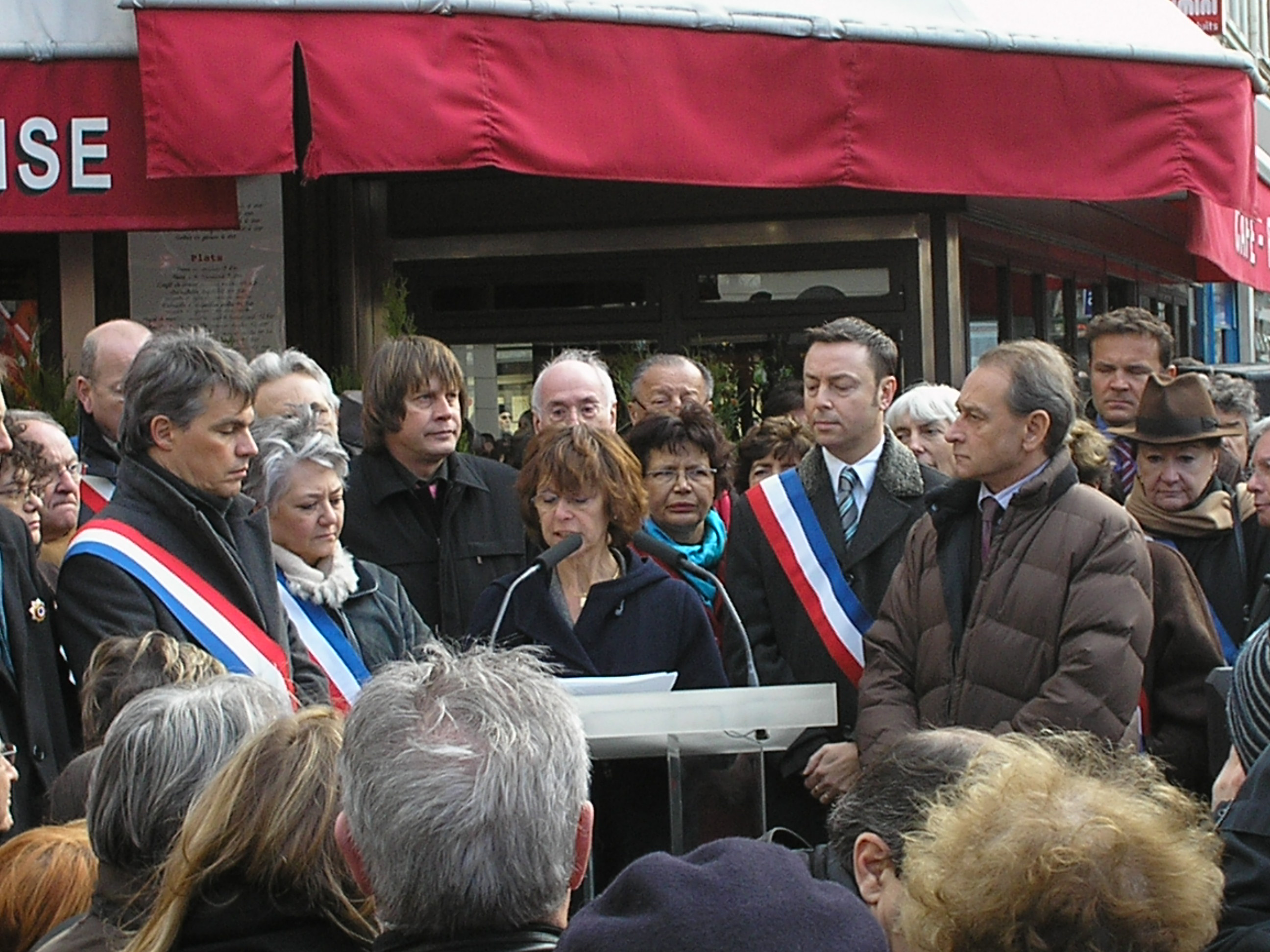
Discurs de Nicole Borvo, senadora comunista de París
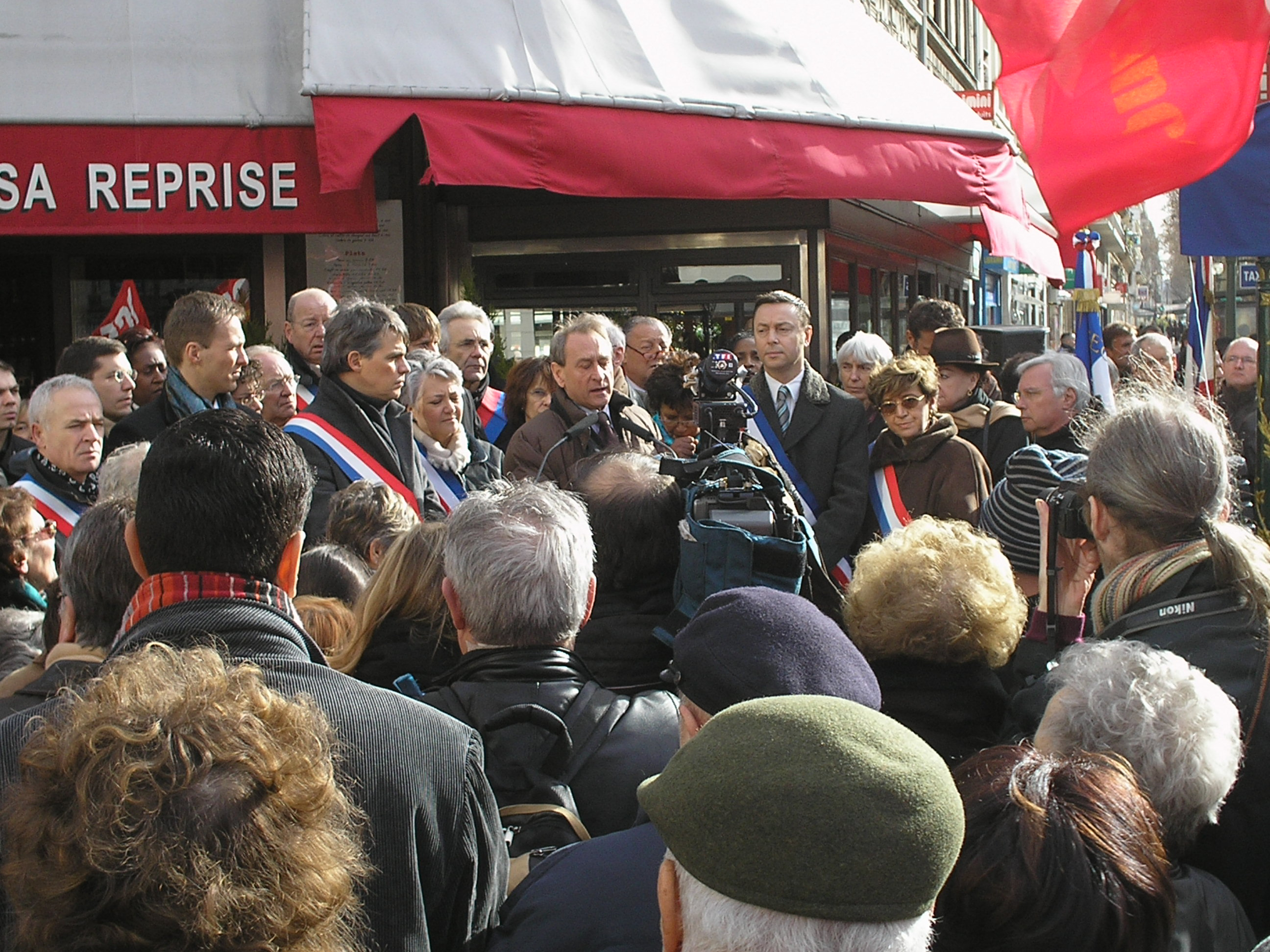
Discurs de Bertrand Delanoë, batlle de París
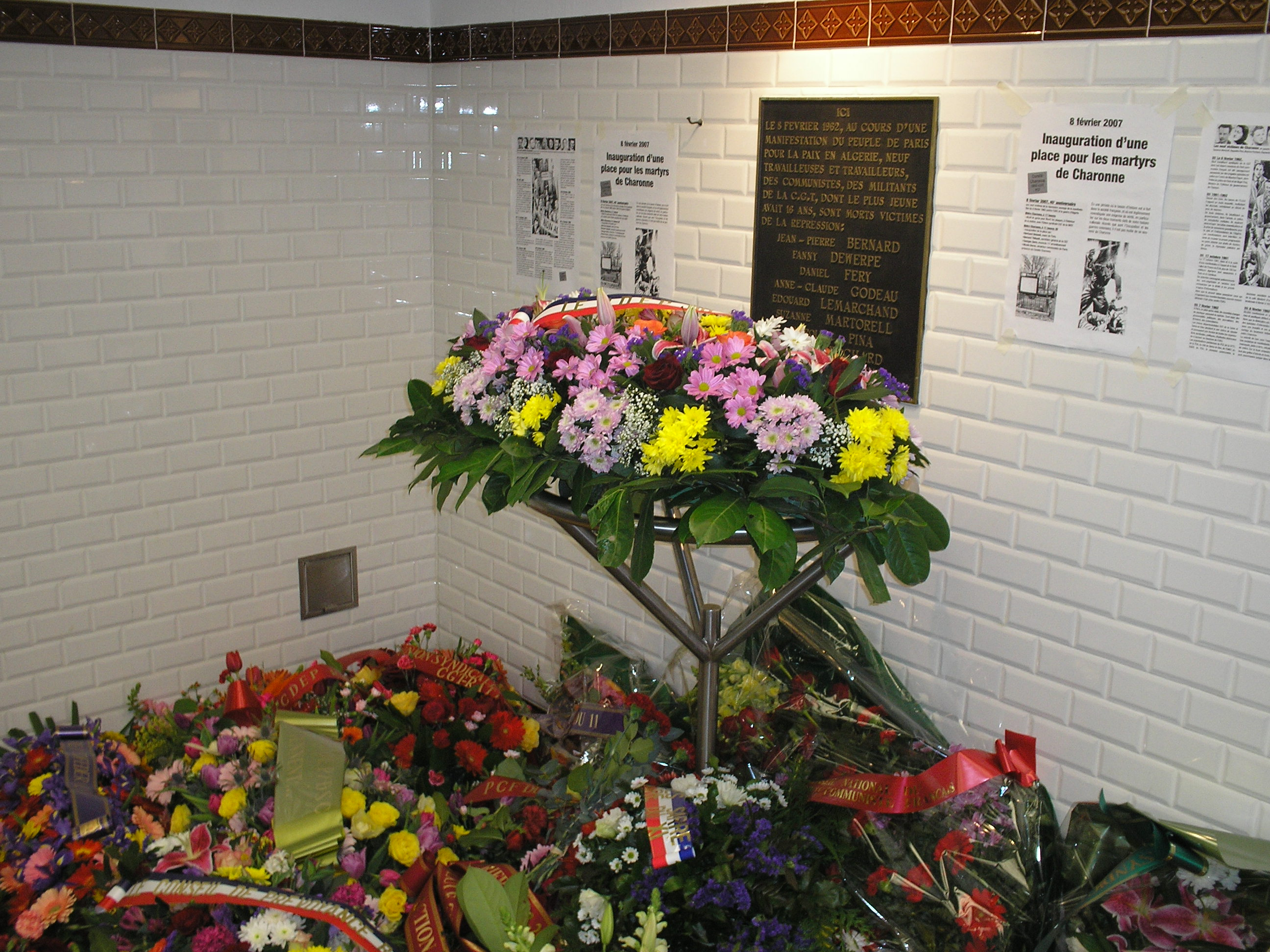
Flors a la placa commemorativa al metro